# The Wheelman (videojoc)
The Wheelman és un videojoc desenvolupat i publicat per Midway Games. L'acció transcorre a la ciutat de Barcelona. El protagonista, Milo Burik (un Vin Diesel digitalitzat), és un xòfer que torna del seu retir per salvar a una dona del seu passat. Per fer-ho s'haurà d'infiltrar en bandes de gàngsters fictícies.

## Jugabilitat
El joc té com a escenari un món obert recreat en la ciutat de Barcelona, totalment plena d'objectes destructibles, carreteres i carrers en un entorn de blocs i edificis d'oficines i té un total de 25 missions argumentals i 105 de secundàries.

## Polèmica
Al juny de 2008, amb el videojoc encara en desenvolupament, va ser objecte de polèmica. La regidora d'Educació de l'Ajuntament de Barcelona, Montserrat Ballarín, va encarregar un informe jurídic amb mesures legals per provar d'impedir la publicació del videojoc, a causa que l'escenari és la ciutat esmentada. "El videojoc ofereix valors contraris a la ciutat", segons el consistori barceloní.